# Innocente (singolo)
Innocente è un singolo di Renato Zero pubblicato nel 2002 da Tattica in formato CD e 10", terzo estratto dall'album La curva dell'angelo.

## Descrizione
Il singolo ha debuttato in classifica direttamente alla prima posizione, rimanendo in classifica però per appena un mese.

## Tracce
CD
1. Innocente – 4:14
2. Libera – 4:06
3. Libera (Video)

10"
1. Innocente
2. Libera

## Classifiche italiane
| Posizione | 1 | 11 | 10 | 10 | 29 | 35 | 41 | 28 | 26 |